# MusicXML
 (août 2023).
MusicXML est un format de fichiers ouvert basé sur XML pour la notation musicale.
MusicXML a été développé par Recordare LLC, en dérivant des concepts de différents formats académiques existants (comme MuseData (en) de Walter Hewlett, ou Humdrum de David Huron). Il a été conçu pour la transmission de partitions musicales, en particulier entre les différents éditeurs de partitions du marché.
La version 1.0 est sortie en janvier 2004. La version 1.1 a suivi en mai 2005 avec un support amélioré du formatage. La version 2.0 est sortie en juin 2007 et inclut un format compressé standardisé. Toutes ces versions étaient définies par une série de DTD. Un XML Schema (XSD) pour la version 2.0 a été rendu public en septembre 2008. La version 3.0 a été publiée en août 2011 sous la forme d’un DTD et d’un schéma.
Dès septembre 2008, MusicXML était pris en charge en plus ou moins grande partie par plus de cent programmes de notation musicale, incluant :
- les éditeurs de partitions MuseScore, Finale, Sibelius, Pizzicato, Guitar Pro, Harmony Assistant, capella, PriMus et alii.
- la plupart des logiciels de reconnaissance optique de musique
- Des séquenceurs populaires comme Ardour ou Cubase.
- des logiciels libres tels que MuseScore ou Rosegarden.

Les DTD et XSD peuvent être redistribués librement et gratuitement sous licence MusicXML Document Type Definition Public License.

## Exemple
Comme tous les formats basés sur XML, MusicXML est facile à manipuler par des programmes. Bien qu'il soit possible de créer un fichier MusicXML à la main, des éditeurs interactifs tels que Flat, MuseScore ou Finale simplifient grandement l'écriture, la lecture et l'édition de fichiers MusicXML.
L'exemple suivant est une partition contenant un seul Do ronde dans la clé de Sol.

Sortie en notation standard du code MusicXML.

```
<?xml version="1.0" encoding="UTF-8" standalone="no"?>

<!DOCTYPE score-partwise PUBLIC

  "-//Recordare//DTD MusicXML 2.0 Partwise//EN"

  "http://www.musicxml.org/dtds/partwise.dtd">

<score-partwise
 
version=
"2.0"
>

  
<part-list>

    
<score-part
 
id=
"P1"
>

      
<part-name>
Music
</part-name>

    
</score-part>

  
</part-list>

  
<part
 
id=
"P1"
>

    
<measure
 
number=
"1"
>

      
<attributes>

        
<divisions>
1
</divisions>

        
<key>

          
<fifths>
0
</fifths>

        
</key>

        
<time>

          
<beats>
4
</beats>

          
<beat-type>
4
</beat-type>

        
</time>

        
<clef>

          
<sign>
G
</sign>

          
<line>
2
</line>

        
</clef>

      
</attributes>

      
<note>

        
<pitch>

          
<step>
C
</step>

          
<octave>
4
</octave>

        
</pitch>

        
<duration>
4
</duration>

        
<type>
whole
</type>

      
</note>

    
</measure>

  
</part>

</score-partwise>

```

## Source
- (en) Cet article est partiellement ou en totalité issu de l’article de Wikipédia en anglais intitulé « MusicXML » (voir la liste des auteurs).